# Pycnodictya diluta
Pycnodictya diluta är en insektsart som beskrevs av Willy Adolf Theodor Ramme 1929. Pycnodictya diluta ingår i släktet Pycnodictya och familjen gräshoppor. Inga underarter finns listade i Catalogue of Life.